# Студёновский (хутор)
Студёновский — хутор в Урюпинском районе Волгоградской области России; входит в состав  Добринского сельского поселения.

## История
Во время образования в 1928 году Урюпинского района, вместе с хутором Тополи входил в Тополево-Студеновский сельсовет.

## Население
| 2010 |
| ---- |
| 29   |

Население хутора в 2002 году составляло 70 человек.